# Emmanuel Yaw Oboubi
Emmanuel Yaw Oboubi (Accra, ...) è un artista ghanese.
Il lavoro di Emmanuel Yaw Oboubi - noto con il suo secondo nome, Yaw - è nelle collezioni permanenti del Kotoka International Airport, della Banca del Ghana e della Ashanti Goldfields Society.
L'artista ha all'attivo numerose esposizioni nel suo paese d'origine, il Ghana, così come in Gran Bretagna, Spagna, Austria, Germania, Arabia Saudita e Stati Uniti.

## Biografia
Nato in una famiglia di artisti, fin da giovanissimo ha avuto l'opportunità di imparare la manipolazione di materiali naturali come semi, foglie, metallo e fibre. 
Pur non avendo mai frequentato alcun corso di formazione specialistico nel campo dell'arte, consegue una laurea in architettura nel 1986, presso l'Università di Scienza e Tecnologia di Kumasi, in Ghana.
Gli studi in architettura lo inducono comunque ad affinare l'interesse per l'uso creativo dei materiali e delle tecniche, così che Yaw, oltre a occuparsi di design, ha modo di sperimentare la sua creatività con acquerelli, pitture ad olio, acrilici e sculture. Il suo lavoro  è stato ampiamente riconosciuto a livello internazionale sono i dati di yaw che abbiamo

## Opere
Yaw ha ideato un processo particolare di "pittura filato": modellando il filato, cerca di esprimere al meglio la texure di un particolare elemento (dal legno, all'acqua, alla pelle o al cielo) all'interno di una composizione, servendosi di tecniche di incastro tra cui la stratificazione, la triturazione, la modellazione e la tessitura.
Le immagini vivaci da lui rappresentate raffigurano prevalentemente scene tradizionali di vita del suo Paese d'origine, il Ghana.  L'artista è conosciuto per la serie ““Rhythmic Pulse" , in cui I volti raffigurati mostrano ampi sorrisi, colori brillanti e l'opera sembra esaltare il valore della musica.

## Filosofia di lavoro
L'artista si ripropone di interpretare l'evoluzione della cultura, la spiritualità della creazione. Il suo lavoro è teso alla conservazione della memoria attraverso quattro mezzi tematici: il realismo della natura morta, a spiritualità della società Africana, l'interpretazione astratta dei simboli e delle credenze tradizionali, e l'espressività dei ritratti individuali.

## Mostre personali
2010
- Rhythmic Pulse, International Visions Gallery, Washington DC

2002
- Native Reflections, Concept Headucation Inc.Baltimore, MD

2000
- Gallerie La Taj, Alexandra, VA

1998
- Skywalk Gallery, Detroit, Michigan

1979
- "Sankofa", British Council, Accra, Ghana

## Mostre collettive
2006
- Exhibition - Rhythm of life, International Visions Gallery, Washington DC

2004
- Exhibition -  International Visions  Gallery,  Washington DC

2002
- Muliti - Artist Exhibition, Kathleen Gormley McKay Art Centre,  Unionville, ON

2001
- Terrific Textiles, Gallery Z, Ellicott City, MD
- Multi - Artist Show, Attitude Exact Gallery, Washington DC
- Multi - Artist Show, International Visions Gallery, Washington DC

2000
- A Journey to Ghana, Maison D'Arte, Washington DC
- International Visions gallery, Washington DC

1999
- Affaire in the Gardens, Berverly Hills, California
- Maryland Museum of African Art, Columbia MD

## Collezioni
- Kotoka International Airport
- Bank of Ghana
- Ashanti Goldfields Society (Accra, Ghana)

## Premi e riconoscimenti
- Juried Show   Ontario Association of Architects - awards 2002  Toronto, Ontario (2002)
- Featured Artist, National Black Association Trade and Art Show, Chevy Chase, MD (2000)
- Featured Artist, International Visions Gallery, Washington DC (1999)
- Featured Artist, International Tourism Show, Trade Fair Centre Ghana (1991)